# Melaleuca
Melaleuca (L., 1767) è un genere di piante appartenente alla famiglia delle Mirtacee, originario del Sud-est asiatico e dell'Oceania. È l'unico genere della tribù Melaleuceae Burnett, 1835.
La specie più nota è Melaleuca alternifolia, da cui si ricava un olio essenziale usato in medicina naturale.

## Etimologia
Il nome generico deriva dal greco antico μέλας?, mélas, "nero" e λευκός, leukós, "bianco" per il contrasto esistente tra il fogliame verde scuro e la corteccia bianca.

## Distribuzione e habitat
Il genere è diffuso in Australia, Borneo, Cambogia, Giava, Piccole Isole della Sonda, Malaysia, Molucche, Myanmar, Nuova Caledonia, Nuova Guinea, isole Norfolk, isole della Società, Sumatra, Tasmania, Thailandia, Vietnam. La maggior parte delle specie è endemica dell'Australia.

## Tassonomia
All'interno del genere Melaleuca sono incluse 382 specie.

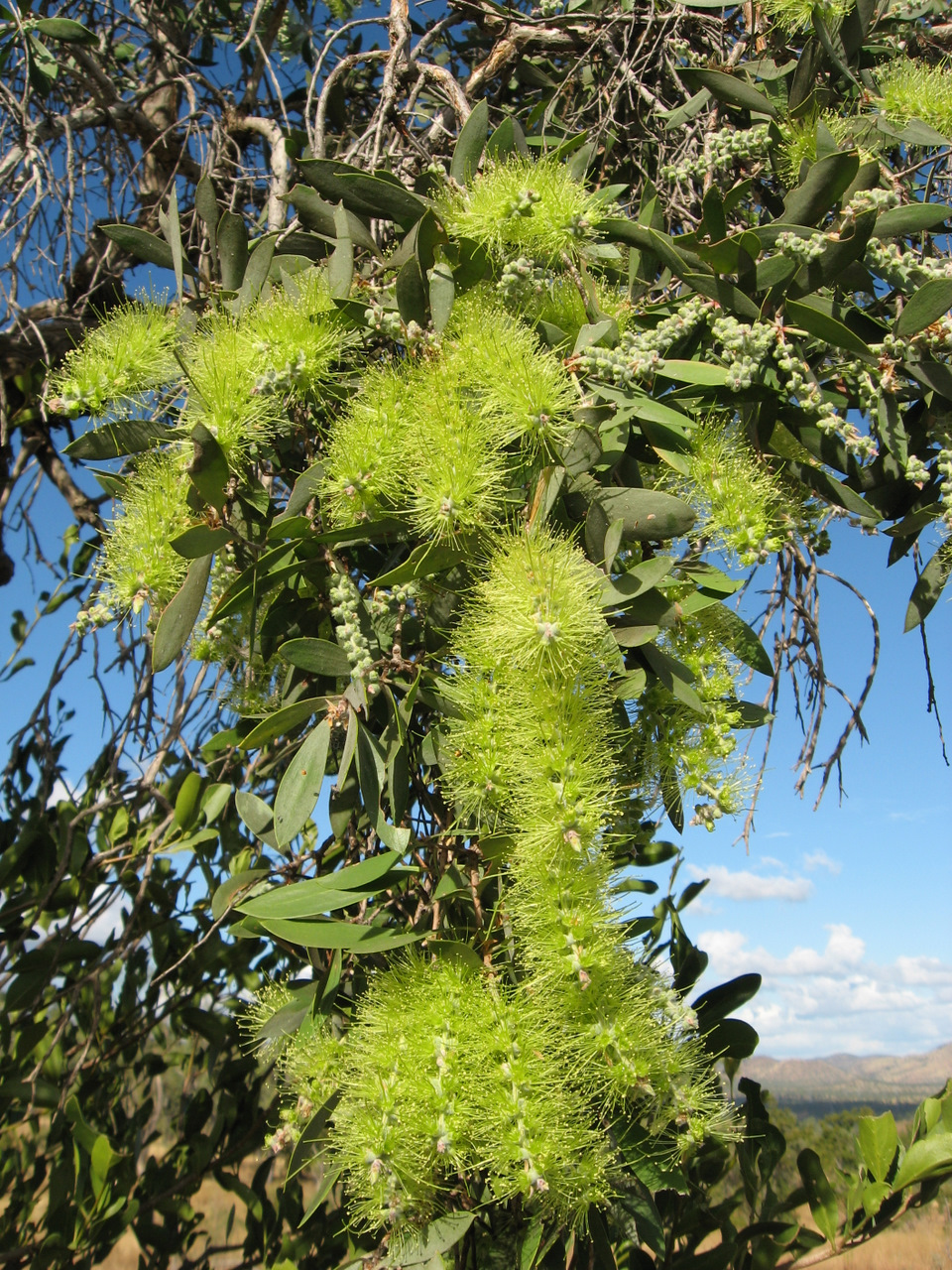
Melaleuca nervosa